# Sauveterre-de-Béarn
Sauveterre-de-Béarn (occitanska: Sauvatèrra) är en kommun i departementet Pyrénées-Atlantiques i regionen Nouvelle-Aquitaine i sydvästra Frankrike. Kommunen ligger i kantonen Sauveterre-de-Béarn som tillhör arrondissementet Oloron-Sainte-Marie. År 2022 hade Sauveterre-de-Béarn 1 361 invånare.

## Befolkningsutveckling
Antalet invånare i kommunen Sauveterre-de-Béarn
| Referens: INSEE |